# Anna-Maria Karczmarska
Anna-Maria Karczmarska (ur. 1981) – artystka wizualna, scenografka, projektantka kostiumów teatralnych i filmowych.

## Edukacja
Dyplom (2005) w Pracowni Intermedialnej Zbigniewa Sałaja i Grzegorza Sztwiertni na Wydziale Malarstwa krakowskiej ASP. Studiowała malarstwo i scenografię w Accademia di Belle Arti w Mediolanie oraz animację w pracowni prof. Jerzego Kuci, ASP Kraków. Doktorat (2017), tytuł doktora habilitowanego otrzymała w 2025 roku. Wykładowczyni akademicka (Akademia Sztuki w Szczecinie). Prowadzi Pracownię Kostiumu i Przestrzeni Performatywnej w Katedrze Scenografii i Przestrzeni Wirtualnej.

## Twórczość
Na studiach zajmowała się tworzeniem malarskich gier opartych na mobilności modułów. Aktualnie pracuje w medium fotograficznym i wideo. Poprzez gry ze swoim wizerunkiem definiuje i dekonstruuje pozycję kobiety we współczesnym społeczeństwie.
W pracy dyplomowej Działania na zbiorach, na którą składały się m.in. cykl fotograficzny Gimnastyka korekcyjna: ja Mamę, Mama mnie (2005) oraz film Panna młoda (2005), po raz pierwszy poruszyła konstytutywne dla swojej twórczości zagadnienia performatywności płci oraz kobiecej genealogii/ginealogii. Artystka te tematy, ale także lęk przed dorastaniem i dziewczęctwo, uczyni najważniejszymi obok dekonstruowania kodów kulturowych i teatralizacji ludzkich zachowań.
Trzynaście świętych dziewcząt (2005) zostały wyróżnione w konkursie Samsung Art Masters 2006.
W 2006 roku brała udział w programie artists-in-residence w Kunstlerhaus Dortmund, gdzie powstały zbiory-przetwory. W pracy tej Karczmarska buduje istniejący równolegle do naszej rzeczywistości odrębny świat, w którym ona jest jedyną bohaterką.
Od 2005 roku związana z teatrem, autorka licznych scenografii, kostiumów, plastyki sceny. Jako scenografka i kostiumografka współpracowała m.in. z reżyserami: Michałem Borczuchem (m.in. „Lulu”, „Portret Doriana Graya” i „Metafizyka Dwugłowego cielęcia” ), Krzysztofem Garbaczewskim (m.in. „Opętani”, „Odyseja”), Cezarym Tomaszewskim (m.in. „Wesele Figara” , „Orfeusz i Eurydyka”), Radosławem Rychcikiem (m.in. „Dwunastu gniewnych ludzi” , „Dziady” i “Kartoteka”), Marcinem Wierzchowskim (“Nadchodzi chłopiec”, “Solaris”). Od 2017 roku pracuje także w kolektywie scenograficznym zMikołajem Małkiem, razem zrealizowali m.in. „Duchologię polską”, “27 grudnia” oraz “Gargantua i Pantagruel” w reż. Jakuba Skrzywanka, „Przemianę” i „Frankensteina” w reż. Grzegorza Jaremko oraz „Marzenia polskie”, „Chłopki” i „Złe wychowanie” w reż. Jędrzeja Piaskowskiego. W latach 2021-2023 współprowadziła w Warszawie o/b/c/y artist-run-space, obecnie współtworzy galerię Obcy język w Szczecinie. Wystawiała m.in w CSW w Warszawie, Kuenstlerhaus w Dortmundzie, Muzeum Czartoryskich w Krakowie, Mica Moca w Berlinie.

## Wystawy
- Sacer, (z Tomaszem Kozakiem) Otwarta Pracownia, Kraków 2006;
- Pieczątki, wyst. ind. Galeria Pauza, Kraków;
- zbiory-przetwory, wyst. ind. Kuenstlerhaus Dortmund, Niemcy;
- Odlot, Brick 5, Wiedeń;
- Worst photos, F.A.I.T., Kraków;
- Nie lękajcie się, mieszkania prywatne, Warszawa;
- Wiedźma Ple Ple, Galeria DLA…, Toruń/ Galeria Klimy Bocheńskiej, Warszawa;
- Dział Nauczania (W samym centrum uwagi. cz.2), CSW Warszawa 2005;
- Domowaatmosfera, Dom Olimpii, Kraków 2004;
- Ładnie? O ładnym…, Młyn nr2 „Ziarno”, Kraków, Szara Strefa/Grey Zone, Galeria Platan, Budapeszt (Węgry).